# Hermannsburg (Australia)
Hermannsburg, también conocida como Ntaria en el idioma arrernte occidental de la zona, es una localidad y comunidad aborigen en el Territorio del Norte de Australia. Está ubicada a 131 kilómetros al suroeste de Alice Springs.

## Descripción
Hermannsburg se encuentra dentro del Distrito de Ljirapinta de las colinas del Shire de MacDonnell en la región sur del Territorio del Norte.
Según el censo de 2011, Hermannsburg contaba con una población de 625 personas, de las cuales 537 (un 86%) se identificaba como aborigen. La localidad fue fundada como una misión aborigen en 1877 por dos misioneros luteranos de Alemania que habían viajado por tierra desde Bethany en el Valle de Barossa en Australia Meridional. Nombraron a la misión en honor a Hermannsburg, Alemania, en donde se había entrenado años antes.

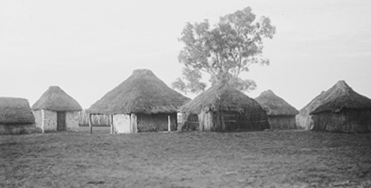
Casas aborígenes en Hermannsburg, 1923.

Los misioneros se fueron en 1891, pero la localidad continuó siendo poblada y mantenida por trabajadores laicos hasta la llegada del pastor Carl Strehlow en 1894. Su hijo T.G.H. Strehlow se convirtió en un notable antropólogo y se interiorizó en las costumbres arrernte.
El pastor Strehlow aprendió el idioma arrernte occidental hablado en la región y se le ha atribuido la traducción de la biblia en ese idioma. Debido a que Strehlow es de ascendencia alemana, la forma escrita del arrernte occidental sigue su pronunciación alemana - razón por la cual las relaciones entre letras y sonidos hacen que el lenguaje sea fácil de leer y pronunciar para quienes hablan o escriben el inglés.
Albert Namatjira nació en Hermannsburg en 1902. Desarrolló la habilidad de utilizar su aguda observación del terreno para pintar pinturas al agua al estilo occidental. Su estilo de pintura llegó a conocerse como la Escuela Hermannsburg de pintura.
La tierra de la misión fue entregada a los dueños tradicionales en 1982. El Precinto Histórico de Hermannsburg fue incluido en el Australian National Heritage List en abril de 2006. Gran parte del pueblo ahora se encuentra protegido por el National Trust of Australia.